# Бормио
Бо́рмио (итал. Bormio) — коммуна в Италии, в провинции Сондрио области Ломбардия. Располагается в долине Вальтеллина.
Население составляет 4 088 человек, плотность населения составляет 100 чел./км². Занимает площадь 41 км². Почтовый индекс — 23032. Телефонный код — 0342.
Покровителями коммуны почитаются святые Гервасий и Протасий, празднование 19 июня.
Автомобильная дорога через перевал Умбраиль связывает Бормио с Санта-Мария-Валь-Мюстаир (кантон Граубюнден, Швейцария). Другая автомобильная дорога через перевал Гавия связывает Бормио с коммуной Понте-ди-Леньо.
Коммуна Бормио традиционно славится находящимися поблизости минеральными источниками.

## Города-побратимы
- Бельпуч, Испания
- Юэ, Франция
- Гах, Азербайджан